# Rédah Atassi
Rédah Atassi (Agen, 16 marzo 1991) è un calciatore marocchino con cittadinanza francese, difensore dei Downtown Heroes.

## Carriera

### Club
Gioca nella giovanili del Toulouse FC fin dall'età di 8 anni, Atassi è stata anche capitano della squadra riserve nel 2011. Inizia la sua carriera con alcune presenze nel Getafe CF B e nel FUS Rabat tra il 2011 e il 2013.
Atassi poi si unisce, nell'estate 2013, al AS Béziers squadra militante nel Championnat de France amateur, ed aiuta la squadra nel raggiungere due promozioni negli anni fino all'approdo nella Ligue 2 nel 2018. Ha fatto il suo debutto da professionista, in Ligue 2, con il Béziers nel 2-0 contro il Nancy li 27 luglio 2018.

### Nazionale
Atassi è nato in Francia, da genitori marocchini. Ha giocato con la nazionale marocchina Under-20 in varier amichevoli nel 2011 e nel Torneo di Tolone 2012.